# San José Kami
OTB San José Kami, San José Kami ó Barrio Kami es una localidad situada en el distrito A del municipio de Colcapirhua, provincia de Quillacollo, departamento de Cochabamba, Bolivia.

## Ubicación y Comunicaciones

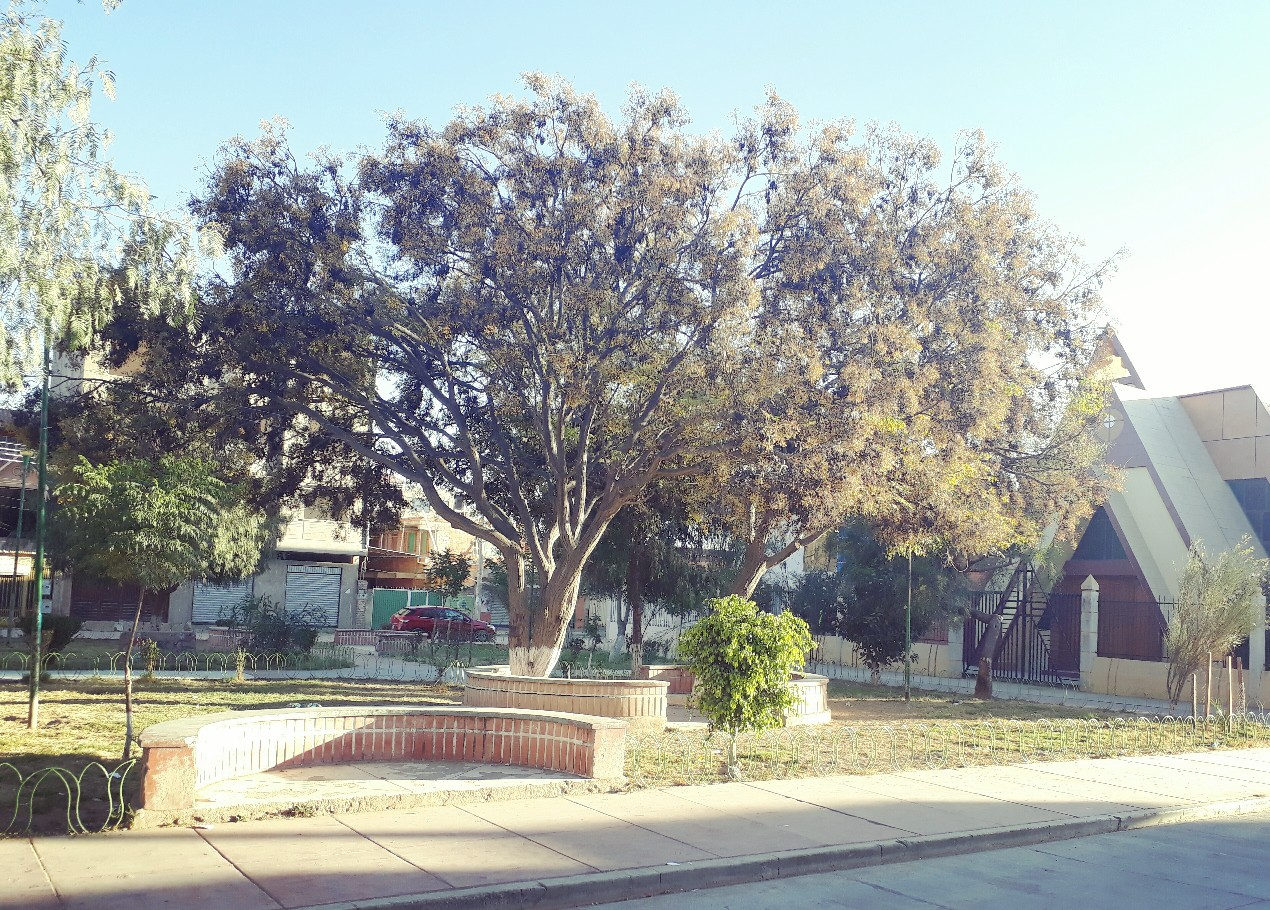
Plaza central de Barrio Kami

Se encuentra a aproximadamente 12 km de la ciudad de Cochabamba, conecta por el oeste con la avenida La Paz, la cual conecta con la terminal sud con la avenida Blanco Galindo cerca del km 9.
Se conecta por el Este con la avenida Reducto con salidas, al norte con Tiquipaya, al sur con la avenida Blanco Galindo

## Servicios
Cuenta con el Centro de Salud Municipal de Kami, que ofrece servicios de medicina convencional a la población local y de zonas adyacentes.
Tiene los siguientes colegios: San José kami, Nuestra señora de la paz y Mariscal Sucre.
Está presente el campus de la Universidad Salesiana de Bolivia.

## Festividades
El 23 de mayo de cada año se celebra la festividad de la Virgen María Auxiliadora conjuntamente la localidad de Cuatro Esquinas.
1.º de mayo se celebra la festividad de San José obrero, con la participación de fraternidades folclóricas.